# Гаджикасимов, Онегин Юсиф оглы
Оне́гин Юси́ф оглы́ Гаджикаси́мов (азерб. Onegin Yusif oğlu Hacıqasımov; 4 июня 1937, Баку — 30 июня 2002, Реутов, Московская область) — советский поэт-песенник, автор стихов множества популярных песен, впоследствии иеросхимонах Симон. Об Онегине снят документальный фильм «Храм для Онегина. После славы».

## Биография
Родители принадлежали к аристократическим семействам, давшим множество известных в истории и культуре Азербайджана политиков, юристов, врачей, литераторов.
Отец — Юсиф-бей Гаджикасимов (1892—1960), окончил юридический факультет Московского университета, работал в НКВД до 1940-х годов.
Мать — Махтабан-ханум Гаджикасимова (1905—1980), учительница русской литературы и знаток поэзии. В год рождения сына отмечалось 100-летие со дня смерти Александра Пушкина, и сын был назван в честь любимого героя матери — Евгения Онегина.
Младший брат Онегина, Низами (1942—2003), родившийся в год 800-летия поэта Низами Гянджеви, был назван его именем.
Онегин Гаджикасимов окончил Литературный институт имени Горького в Москве, став затем одним из самых популярных поэтов-песенников СССР 1960—1980-х годов. Песни на его стихи написаны известными композиторами и исполнялись популярными певцами. Онегин Гаджикасимов известен также как переводчик на русский язык множества зарубежных песен.

## Уход в религию
В 1985 году принял православие, крещён с именем Олег. Весной 1989 года Олег Гаджикасимов пришёл паломником в возрождающийся монастырь Оптина пустынь. Нёс послушание привратника. В журнале дежурств расписывался «Гакасимов», скрывая от всех свою прежнюю мирскую славу. 3 декабря 1989 года, накануне престольного праздника Введения во храм Пресвятой Богородицы, был принят в число братии Оптиной пустыни. Назначен комендантом монастыря.
Петровым постом 1989 года наместником монастыря архимандритом Евлогием (Смирновым) был пострижен в рясофор с именем Афанасий в честь Афанасия Афонского. В 1991 году наместником монастыря архимандритом Венедиктом (Пеньковым) пострижен в монашество (малая схима) с именем Силуан. Позднее был пострижен в великую схиму с именем Симон.
Скончался 30 июня 2002 года от рака. Похоронен на кладбище села Лямцино Домодедовского района Московской области.

## Творчество
Песни на стихи Онегина Гаджикасимова (в скобках — автор музыки):
- Ах, любовь, любовь — (А. Бояджиев) Нина Пантелеева
- Алёшкина любовь — (С. Дьячков) «Весёлые ребята»
- Анжелина — (Луи Прима) «Весёлые ребята»
- Арба — (А. Двоскин) Алла Иошпе и Стахан Рахимов
- Балалайка — (И. Колл) Эмиль Горовец
- Ещё вчера — (Ю. Антонов) Юрий Антонов
- Бэмби — (В. Шаинский) Ирма Сохадзе
- Вдохновение — (А. Мажуков) ВИА «Музыка»
- Верю в тебя — (А. Зацепин) Алла Пугачёва
- Веточка вишни — (Х. Огава) Эмиль Горовец
- Влюбился я — (П. Бюль-Бюль олы) Алибек Днишев
- Восточная песня — (Д. Тухманов) Валерий Ободзинский, Вадим Мулерман, Юлий Слободкин (ансамбль «Весёлые ребята»)
- Всё начинается с тебя — (А. Мажуков) Нина Бродская
- Всё прошло — (П. Бюль-Бюль оглы) Полад Бюль-Бюль оглы
- Всё сбудется — (Л. Рид) — Валерий Ободзинский
- Взявшись за руки вдвоём — (М. Долган) Весёлые ребята
- Говорят, я некрасивый — (Е. Птичкин) Владимир Нечаев
- Горсть земли — (Р. Гаджиев) Рашид и Рашида Бейбутовы
- Дельфины — (А. Двоскин) Эмиль Горовец
- Дождь — (И. Гранов) Роксана Бабаян — победа на фестивале в Дрездене (1976)
- Дождись меня — (П. Бюль-Бюль оглы) Полад Бюль-Бюль Оглы
- Дождичек — (З. Бинкин) Ирина Бржевская
- Дождь и я — (Р. Майоров) Валерий Ободзинский, Евгений Головин, Эмиль Горовец, Олег Ухналёв, Евгений Осин
- Дом за углом — (Э. Сломчинский) Валерий Ободзинский, Лев Барашков
- Дорожная — (А. Зацепин) Аида Ведищева, Алексей Секацкий
- Едет, едет Новый Год — (Григорий Пономаренко) Александра Стрельченко
- Жених — (Г. Малгони Рус) Виктор Беседин
- Здравствуй, новый день — (А. Рыбинский — русский текст О. Гаджикасимова) Ариэль
- Загляни в мой сон — (П. Бюль-Бюль оглы) Полад Бюль-Бюль оглы
- Записка — (С. Дьячков) Весёлые ребята, Синяя птица.
- Запоздалое письмо — (Э. Салихов) Вадим Мулерман
- Золотое танго — (А. Бабаджанян) Ара Бабаджанян, Иосиф Кобзон, Георгий Минасян, Карен Мовсесян, Гаянэ Оганесян
- Иволга — (А. Мажуков) Валентина Толкунова
- Карнавал — (К. Свобода) Ренат Ибрагимов
- Колдунья — (Р. Майоров) Аида Ведищева
- Край любимый — (П. Бюль-Бюль оглы) Полад Бюль-Бюль оглы
- Круги-Колечки — (З. Харабадзе, Инна Мясникова) вокальный квартет «Аккорд»
- Лайла — (Л. Рид (англ.), Б. Мейзон) Муслим Магомаев
- Ледоход — (Ю. Милютин) Ирина Бржевская
- Лунная серенада — (А. Зацепин) Муслим Магомаев
- Магнит — (В. Пильщиков) Тамара Миансарова
- Мир без тебя — (Р. Гаджиев) Рашид и Рашида Бейбутовы
- На качелях — (Е. Мартынов) Евгений Мартынов
- Наташа и я — (Автор текста — Богуслав Крынчик (пер. с польск.)) Юрий Петерсон (ансамбль «Весёлые ребята»)
- Наш город (русский вариант) — (Р. Паулс) Ренат Ибрагимов
- Наше танго — (В. Хорощанский) ВИА «Оризонт»
- На чём стоит любовь — (О. Иванов) Весёлые ребята
- Не гадайте, девочки — (Р. Майоров) Алла Савенко
- Не грусти, пожалуйста — (Ю. Антонов) Юрий Антонов
- Не надо — (Сергей Дьячков) — гр. «Цветы» (солист — Александр Лосев)
- Не ревнуй — (П. Бюль-бюль оглы) Геннадий Каменный
- Не родись красивой — (Р. Майоров) Аида Ведищева
- Не спорь со мной — (В. Шаинский) Алла Пугачёва
- Ну, кому какое дело — (Р. Майоров) Нина Бродская
- Обида — (В. Хвойницкий) Валерий Ободзинский
- Олеандр — (С. Владианос) Валерий Ободзинский
- Память — (Я. Гаде) Валентин Будилин
- Первая весна — (А. Зацепин) Аида Ведищева
- Первая любовь — (С. Дьячков) Весёлые ребята. Синяя птица
- Первое танго — (С. Мелик) Мария Кодряну
- Песня о Душанбе — (А. Зацепин) Аида Ведищева
- Песня о Свердловске — (Б. Карамышев) Владимир Трошин
- Песня-чайка — (В. Хвойницкий) Валерий Ободзинский
- Подожди — (С. Мелик) Валерий Ободзинский
- Прости, любимая — (Г. Месколи) Эмиль Горовец
- Птицы летят на юг — (А. Заберски) Нина Пантелеева
- Почтальон — (В. Добрынин, А. Пузырёв) ВИА «Голубые гитары»
- Пусть будет, что будет — (С. Адамо) Эмиль Горовец
- Разговор птиц — (П. Бюль-Бюль оглы) Лариса Мондрус, Муслим Магомаев и Полад Бюль-Бюль оглы
- Разговор птиц — (П. Бюль-Бюль оглы) Людмила Сенчина, Сергей Захаров и Полад Бюль-Бюль оглы
- Речка вспять не побежит — (Р. Майоров) Вероника Круглова
- Руки прочь от Вьетнама — (Б. Карамышев) Наталья Бродягина
- Сердцу верится (Будем счастливы) — (А. Бабаджанян) Ара Бабаджанян
- Скачет ковбой — (П. Слободкин) Весёлые ребята
- Слова — (С. Дьячков) Весёлые ребята, Синяя птица
- Солнце не спит — (Э. Шварц) Валерий Ободзинский
- Сон (Портрет) — (А. Шпильман) Весёлые ребята
- Сон в дороге — (Б. Савельев) Владимир Макаров
- Спасибо тебе, море — (Б. Терентьев) Валерий Ободзинский
- Старая мельница — (В. Купревич) Муслим Магомаев
- Страдание (Имя твоё нежное) — (Д. Тухманов) Весёлые ребята
- Старые часы — (Б. Савельев) Аида Ведищева
- Счастье с нами рядом — (П. Бюль-Бюль оглы) Полад Бюль-Бюль оглы
- Тебе всё равно — (О. Иванов) Весёлые ребята
- Ты и я — (Э. Шварц) Лариса Мондрус
- Фиалки — (П. Бюль-Бюль оглы) Геннадий Каменный, Муслим Магомаев, Валерий Ободзинский
- Хитрый — (З. Харабадзе) вокальный квартет «Аккорд»
- Чарльстон — (В. Рубашевский) Ирина Бржевская
- Эмина — (Турецкая народная песня) Стахан Рахимов
- Я буду ждать тебя — (А. Зацепин) Аида Ведищева